# Morton and Mayo

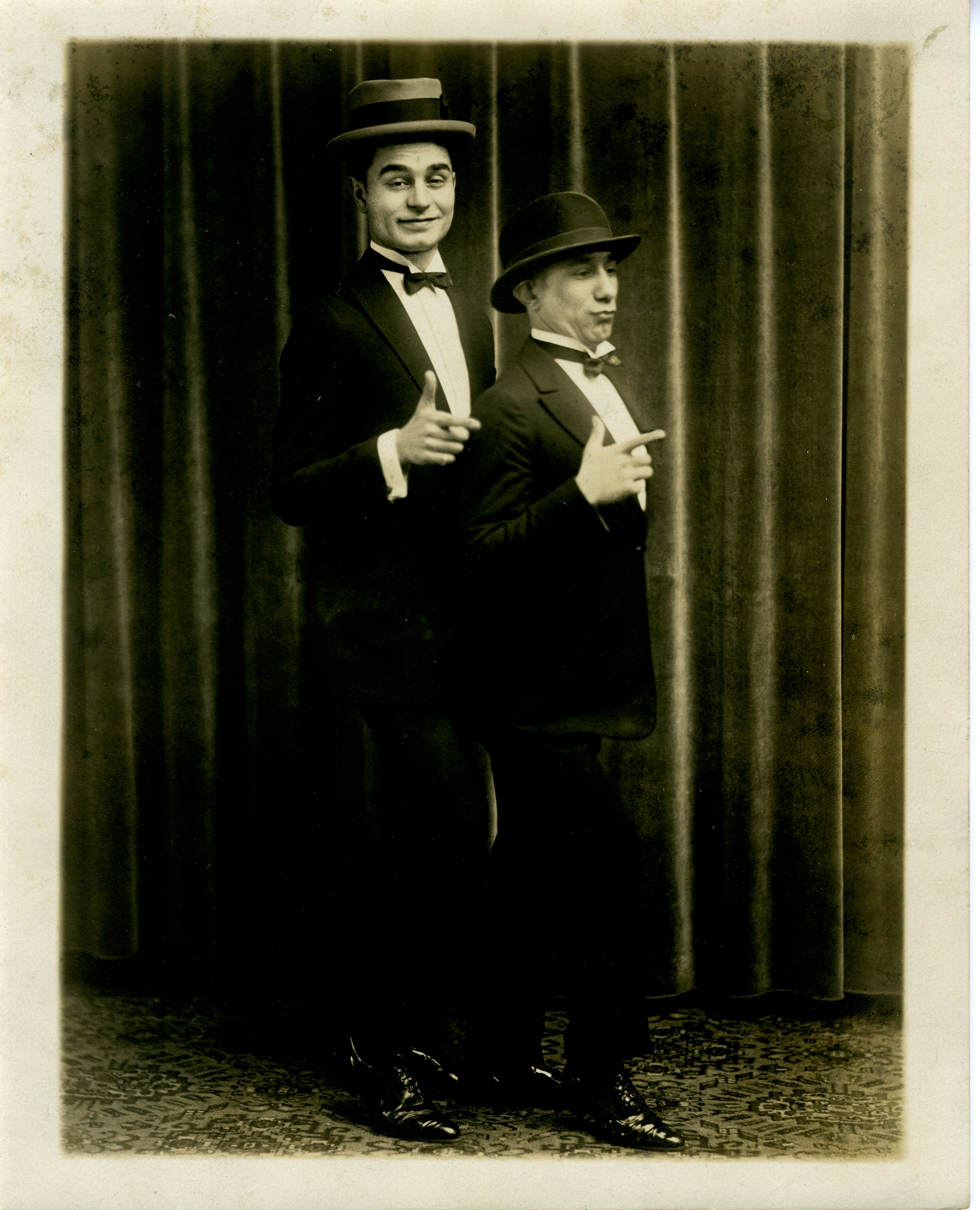
Andy Mayo y Al Morton en 1925.

Morton and Mayo fueron un duo cómico de vodevil activo entre los años 1920 y 1940, principalmente reconocidos por interpretar a Pansy the Horse. "Mayo" fue interpretado por Andy Mayo y "Morton" por Al Morton desde 1923 a 1931 y por Nonnie Morton desde 1931 a 1942.

## Shows
| Espectáculos                 | Año     | Teatro       | Ciudad,Estado                            | Fotos | Recortes |
| ---------------------------- | ------- | ------------ | ---------------------------------------- | ----- | -------- |
| Frivolous Frolics            | 1925    | Frolics Cafe | Chicago, Illinois                        |       |          |
| Two Nuts Left Over from Xmas | 1925    | Varios       | Varios                                   |       |          |
| Melody Maid Revue            | 1926    | Hawái        | Honolulu, Hawái                          |       |          |
| Noah's Lark                  | 1930    | Varios       | Varios                                   |       |          |
| Pansy the horse              | 1930/31 | Varios       | Detroit, Baltimore, Rochester y Siracusa |       |          |